# Sakarya Vallis
La Sakarya Vallis è una struttura geologica della superficie di Marte.